# The Changeling (film 1914)
The Changeling è un cortometraggio muto del 1914 diretto da George Terwilliger e prodotto dalla Lubin.

## Produzione
Il film fu prodotto dalla Lubin Manufacturing Company.

## Distribuzione
Distribuito dalla General Film Company, il film - un cortometraggio in due bobine - uscì nelle sale statunitensi il 10 giugno 1914.